# Millières, Haute-Marne
Millières là một xã thuộc tỉnh Haute-Marne trong vùng Grand Est đông bắc nước Pháp.